# Vogelschutzgebiet Meißner
Das Vogelschutzgebiet Meißner zählt zu den bedeutenden hessischen Brutgebieten für Vogelarten des Waldes und der Waldränder. Es erstreckt sich über die Kuppe und an den Hängen des Hohen Meißners, der mit 753,6 m die höchste Erhebung im nordöstlichen Hessen ist. Der geschützte Bereich besteht aus naturnahen Wäldern mit Buchen und Edellaubbäumen sowie auf dem Hochplateau aus Fichtenforsten. Dazwischen befinden sich extensiv bewirtschaftete Magerrasen und Bergwiesen, Quellfluren, Moore und Blockhalden, die teilweise Biotope enthalten, die in ihrer Seltenheit und Vielfältigkeit als einzigartig in Hessen gelten.

## Lage
Das Vogelschutzgebiet liegt innerhalb des „Geo-Naturparks Frau-Holle-Land“. Administrativ gehören die Flächen zu den Städten Bad Sooden-Allendorf, Großalmerode, Hessisch Lichtenau und Waldkappel und zu den Gemeinden Berkatal und Meißner im nordhessischen Werra-Meißner-Kreis.
Nach der naturräumlichen Gliederung Deutschlands des Instituts für Landeskunde Bad Godesberg befindet sich der Kernbereich in der Teileinheit „Hoher Meißner“ (357.81), der nach Norden in die „Nördlichen Meißnervorberge“ (357.80) übergeht. Nach Westen reicht die Fläche in das „Velmeder Tal“ (357.52) der „Witzenhausen-Altmorschener Talung“ (357.5). Sie werden alle dem „Fulda-Werra-Bergland“ (357) in der Haupteinheitengruppe des „Osthessischen Berglands“ zugeordnet.

## Vogelschutzrichtlinie

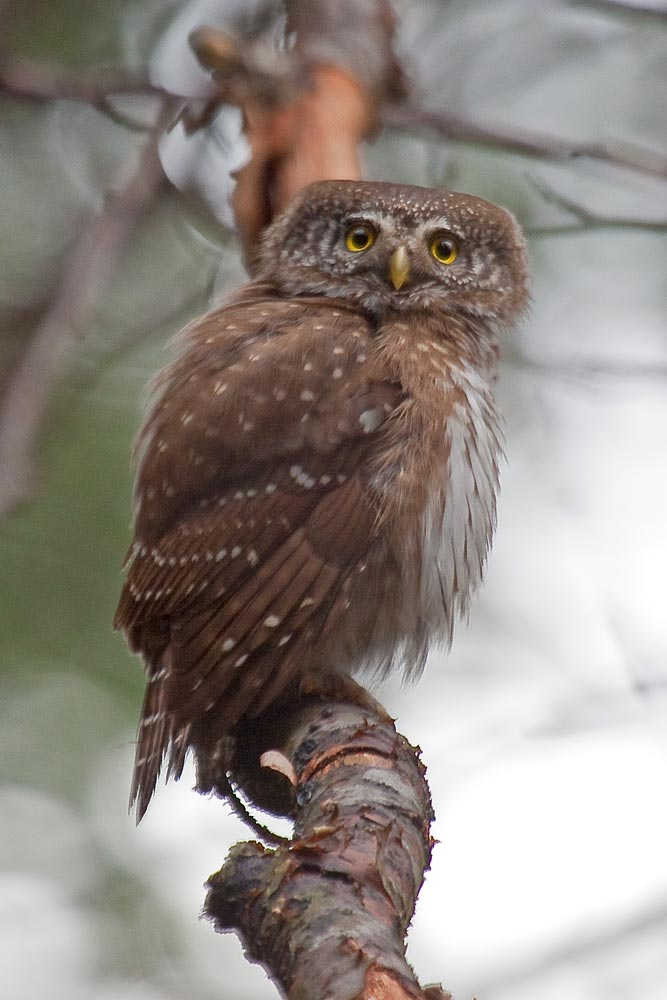
Für den Sperlingskauz, der kleinsten Art unter den heimischen Eulen, gehört der Meißner zu den fünf wichtigsten hessischen Schutzgebieten

Die Auswahl des Meißners als Vogelschutzgebiet gehörte für das Land Hessen zu der Umsetzung der Verpflichtungen aus der Vogelschutzrichtlinie. Mit dem Ziel, die wildlebenden heimischen Vogelarten im Gebiet der Europäischen Union in ihrem Bestand dauerhaft zu erhalten, hatten das Europäische Parlament und der Rat der Europäischen Union im April 1979 eine Richtlinie erlassen, die neben dem Schutz auch die Bewirtschaftung und die Nutzung der Vögel regelt. Sie wurde durch die aktuelle, weitgehend gleiche Fassung, die im Februar 2010 in Kraft getreten ist, ersetzt. Ein verbindliches Element in ihr ist die für alle Mitgliedstaaten geltende Auflage, in eigener Zuständigkeit und unter Beachtung bestimmter Kriterien, die geeignetsten Gebiete für das Überleben und die Vermehrung der Vögel zu erhalten oder wiederherzustellen und diese Gebiete der EU zu melden.
Die deutsche Meldung durch die dafür zuständigen einzelnen Bundesländer erfolgte spät und unzureichend. Siebzehn Jahre nach der Unterzeichnung waren gerade drei Prozent der Staatsfläche für Vogelschutzgebiete mit teilweise unvollständigen Datenangaben gemeldet worden. Daraufhin leitete die EU-Kommission im Jahr 2001 gegen die Bundesrepublik Deutschland ein Vertragsverletzungsverfahren wegen mangelnder Umsetzung der Richtlinie ein. Im Jahr 2006 wurde ein zweites Mahnschreiben übermittelt, weil in neun Bundesländern immer noch nicht genug Gebiete vorhanden waren. Nachdem Deutschland seit 2006 mehr als 12.000 km2 als zusätzliche Gebiete ausgewiesen und bestehende Gebiete vergrößert hatte, stellte die Kommission das Verfahren ein.

## Vogelarten
Gründe für die Auswahl als Vogelschutzgebiet waren die Vorkommen von Grauspecht, Neuntöter, Raufußkauz, Rotmilan, Schwarzspecht, Schwarzstorch, Sperlingskauz, Uhu, Wanderfalke und Wespenbussard, die zu den in Anhang I der Vogelschutzrichtlinie aufgeführten Arten gehören, für deren Schutz besondere Maßnahmen ergriffen werden müssen, und ebenfalls die Vorkommen der Zugvögel Waldschnepfe, Hohltaube und Raubwürger, für die nach Artikel 4, Absatz 2 der Vogelschutzrichtlinie die Verpflichtung besteht, ihre Vermehrungs-, Mauser- und Überwinterungsgebiete und ihre Rastplätze zu schützen.
| Art                                   | Status und Gefährdungskategorie                                                           | Lebensraum | Bedeutung der hessischen Population |  |
| ------------------------------------- | ----------------------------------------------------------------------------------------- | --- | --- |  |
| Raufußkauz (Aegolius funereus)        | Spärlicher Brutvogel (Standvogel). Ungefährdet.                                           | Große Bergmischwälder mit höhlenreichen Buchenalthölzern und höherem Fichtenanteil. | Die Art ist seit einigen Jahrzehnten in den hessischen Mittelgebirgslagen in geringer Dichte weit verbreitet. Die Populationsgrößen schwanken mit der Häufigkeit der Mäuse, ihrer Hauptbeute, stark und sind sehr vom Bruthöhlenangebot abhängig. |  |
| Uhu (Bubo bubo)                       | Seltener Brutvogel (Standvogel). Ungefährdet.                                             | Er brütet in Hessen derzeit fast ausschließlich in Felsen und Steinbrüchen ohne störenden Gehölzaufwuchs und Freizeitbetrieb. Als Jagdbiotop bevorzugt er offene und halboffene Kulturlandschaften mit Hecken, Feldgehölzen und Gewässern, lichte alte Wälder, Waldränder und Waldwiesen. | In Hessen war der Uhu ausgestorben. Durch Zuchtprogramme, Auswilderungen und Schutzmaßnahmen konnte er erneut angesiedelt werden und ist inzwischen wieder flächenhaft verbreitet. |  |
| Schwarzstorch (Ciconia nigra)         | Seltener Brutvogel und Durchzügler (Zugvogel). Gefährdet.                                 | Als Brutbiotop benötigt er große Laubwälder mit Altbeständen in abgeschiedenen Lagen und als Nahrungsbiotop saubere, ruhig gelegene Gewässer im Wald oder in Waldnähe; Waldwiesen, Feuchtwiesen, Sümpfe und Brüche.                                                                       | Die Art hat sich nach langer Abwesenheit wieder in Hessen angesiedelt und ist in Nord- und Mittelhessen mittlerweile weit verbreitet. Die hessische Population ist die größte in der deutschen Mittelgebirgslandschaft und macht 25 Prozent der Gesamtpopulation aus.                                                                                        |  |
| Hohltaube (Columba oenas)             | Verbreiteter Brutvogel und Durchzügler, seltener Überwinterer. Ungefährdet.               | Als Brutbiotop bevorzugt sie alte, höhlenreiche Laubwälder, vor allem Buchenalthölzer mit zahlreichen Schwarzspechthöhlen und für die Nahrungssuche lichte Laubalthölzer, naturnahe Waldränder, Wiesen und Äcker.                                                                         | Die hessische Brutpopulation wird wegen ihrer starken Abhängigkeit von störungsarmen Bruthöhlen im Wesentlichen vom Angebot an Großhöhlen in alten Waldbäumen bestimmt. |  |
| Schwarzspecht (Dryocopus martius)     | Verbreiteter Brutvogel (Standvogel). Ungefährdet.                                         | Große Wälder mit starken Altholzanteilen. | Die Art ist in den hessischen Wäldern in gleichmäßig moderater Dichte weit verbreitet, brütet in der Regel in Buchenaltholzbeständen und nutzt zur Nahrungssuche auch andere Waldtypen. |  |
| Wanderfalke (Falco peregrinus)        | Seltener Brutvogel (Standvogel). Ungefährdet.                                             | Seine Brutbiotope sind hohe Felswände und hohe Bauwerke. Für seine Nahrung jagt er fast ausschließlich fliegende Vögel im freien Luftraum. | In den 1970er Jahren drohte das Aussterben der Art. Als wesentliche Ursache galt neben der menschlichen Verfolgung das damals noch in der Land- und Forstwirtschaft als Insektizid eingesetzte DDT, das die Falken über die Nahrungskette aufgenommen hatten.                                                                                                |  |
| Sperlingskauz (Glaucidium passerinum) | Seltener Brutvogel (Standvogel). Ungefährdet.                                             | Lichte, alte, strukturreiche Bergmischwälder mit erheblichem Anteil an Nadelhölzern und Höhlenbäumen. | Sperlingskäuze haben die alten Nadelwaldbestände der hessischen Mittelgebirge in den letzten Jahrzehnten besiedelt und sind mittlerweile dort in geringer Dichte relativ weit verbreitet. Der Meißner ist eines der fünf wichtigsten Vogelschutzgebiete für diese Art in Hessen.                                                                             |  |
| Neuntöter (Lanius collurio)           | Verbreiteter Brutvogel und Durchzügler (Zugvogel). Vorwarnliste.                          | Buschreiche Magerrasen, Waldränder, Lichtungen, Säume und Raine. | Die Art ist in Hessen in strukturreichen halboffenen Landschaften weit verbreitet. Die höchsten Siedlungsdichten werden in kleinräumig strukturierten Mittelgebirgslagen erreicht. |  |
| Raubwürger (Lanius excubitor)         | Seltener Brutvogel, spärlicher Durchzügler und Wintergast. Vom Aussterben bedroht.        | Extensiv genutztes oder natürliches, von Gehölzen durchsetztes Offenland. | Die im bergigen Grünland Nord- und Mittelhessens noch relativ weit verbreiteten Vorkommen werden als „National bedeutende Population“ bewertet. |  |
| Rotmilan (Milvus milvus)              | Regelmäßiger Brutvogel und Durchzügler (Zugvogel), spärlicher Überwinterer. Vorwarnliste. | Für die Brut alte Laubwälder und für die Nahrungssuche offene Kulturlandschaften. | Der mitteleuropäische Endemit ist mit zwei Dritteln seines Weltbestandes auf Deutschland beschränkt. Er gehört zu den Arten, für die Deutschland aus globaler Perspektive eine besondere Verantwortlichkeit besitzt. Das Mittelgebirgsland Hessen gehört zu den Kerngebieten der Rotmilane und die hessische Population gilt als von europaweiter Bedeutung. |  |
| Wespenbussard (Pernis apivorus)       | Spärlicher Brutvogel und Durchzügler (Zugvogel). Gefährdet.                               | Als Brutbiotop nutzt die Art Laubalthölzer in ruhiger Lage und als Nahrungsbiotop lichte, alte Wälder, naturnahe Waldränder, Magerrasen in Waldnähe und extensiv bewirtschaftete Wiesen mit Deckung und Warten.                                                                           | Die hessische Datenlage zu dieser heimlichen Art ist bisher relativ unvollständig, doch scheint sie flächenhaft verbreitet zu sein. |  |
| Grauspecht (Picus canus)              | Brutvogel (Standvogel). Stark gefährdet.                                                  | Lichte alte Laub- und Mischwälder und die Waldrandbereiche. | Grauspechte sind in den strukturreichen Buchenwäldern Hessens in gleichmäßig moderater Dichte weit verbreitet. |  |
| Waldschnepfe (Scolopax rusticola)     | Spärlicher Brutvogel, regelmäßiger Durchzügler, seltener Überwinterer. Vorwarnliste.      | Große, ruhige Wälder mit feuchten und nassen Stellen sowie lichten Laubholzverjüngungen und Pionierholzstadien. Darüber hinaus Wälder aller Art und Größe sowie deckungsreiche Feuchtwiesen, Rieder und Flachufer.                                                                        | Die großflächigen und strukturreichen Laubwaldgebiete Mittel- und Nordhessens spielen als Lebensraum für die heimliche Art in Hessen eine bedeutende Rolle. |  |

## Unterschutzstellung

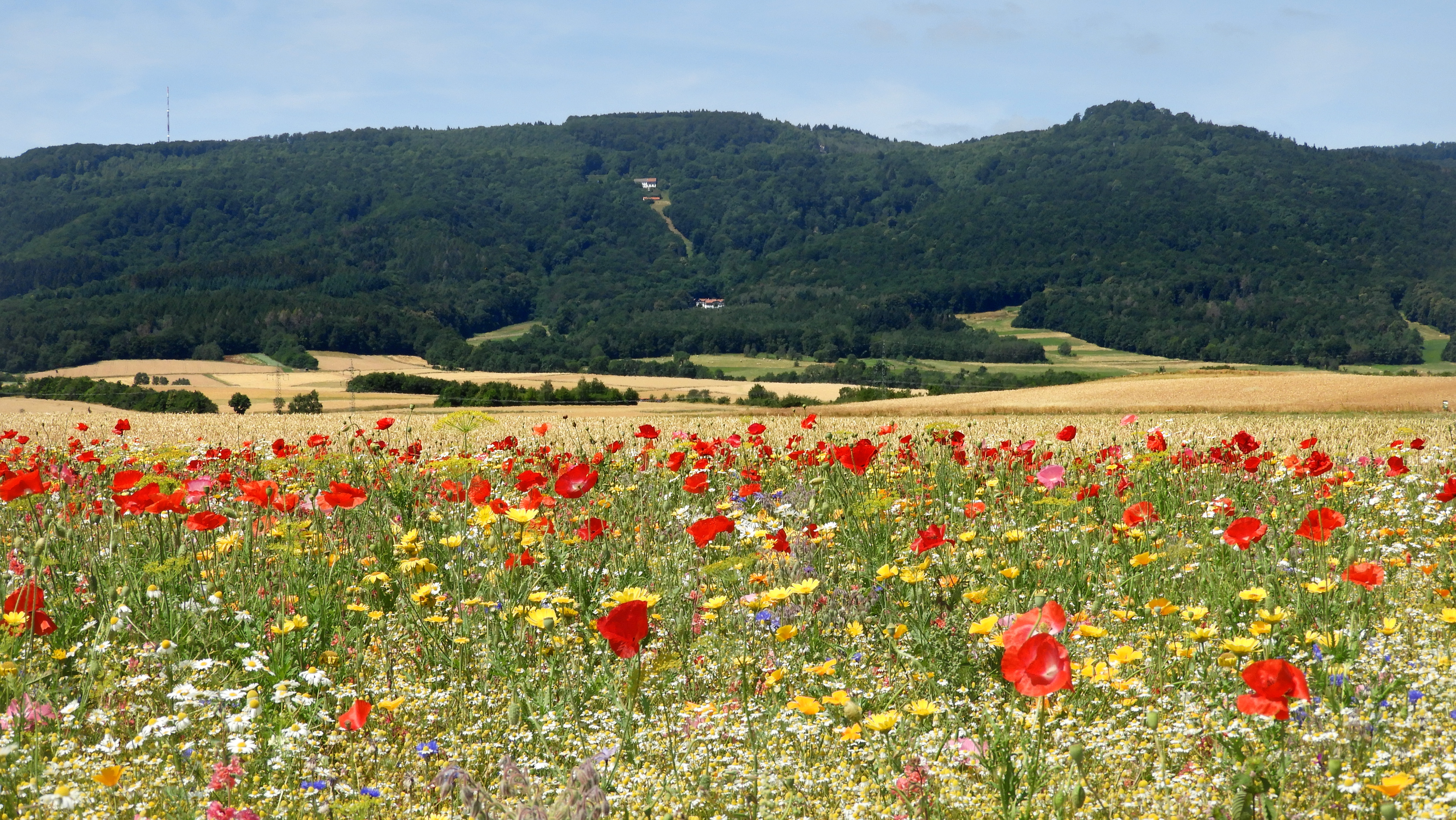
Blick auf den Osthang des Meißners

Die Einrichtung der hessischen Vogelschutzgebiete sollte nach Kriterien erfolgen, „die allgemein fachlich anerkannt und an die naturräumlichen Gegebenheiten dieses Mittelgebirgslandes angepasst sind“. Die Auswahl des Meißners wurde mit der Schutzwürdigkeit als „eines der besten zehn Gebiete für Brut-und Zugvögel, welche an weiträumige, von Laubwäldern geprägte und von Bergwiesen und Bächen durchsetzte Landschaften gebunden sind“ begründet. Nach dem abgeschlossenen Meldeverfahren folgte die förmliche Schutzerklärung im Januar 2008 mit der „Verordnung über Natura 2000-Gebiete in Hessen“. Das Vogelschutzgebiet besitzt eine Größe von 3720,78 Hektar, hat die Gebietsnummer 4725-401 und den WDPA-Code 555537560.
Innerhalb des Vogelschutzgebiets überlagern sich mehrere Schutzgebietskategorien:
- Naturschutzgebiet „Meißner“

Rund 620 Hektar an den Steilhängen und auf den Plateauwiesen des Meißners wurden „wegen ihrer besonderen geologischen, floristischen, faunistischen und kulturhistorischen Bedeutung und wegen ihrer landschaftlichen Eigenart“ im Jahr 1970 in das Naturschutzbuch des Landes Hessen eingetragen und damit unter den Schutz des noch geltenden Reichsnaturschutzgesetzes gestellt. Nach einer weiteren Verordnung vom Juni 1989 umfasst der geschützte Bereich nun eine Fläche von 932,93 Hektar, hat die nationale Nummer 1636007 und den WDPA-Code 6969.
- Naturschutzgebiet „Bühlchen bei Weißenbach“

Um den Kalkmagerrasen auf den flachgründigen Böden der Kuppe aus Muschelkalk „mit seinen seltenen und teilweise im Bestand gefährdeten Tier- und Pflanzenarten zu erhalten und zu pflegen“, wurde das „Bühlchen“ in der Gemarkung von Weißenbach der Stadt Großalmerode im Jahr 1985 zum Naturschutzgebiet erklärt. Das Schutzgebiet mit einer Größe von 7,92 Hektar hat die nationale Kennung 1636012 und den WDPA-Code 162632.
- Fauna-Flora-Habitat-Gebiete

Von den aus vielen Einzelbereichen bestehenden FFH-Gebieten 4725-306 „Meißner und Meißner-Vorland“ und 4825-302 „Werra- und Wehretal“ befinden sich Flächen innerhalb des Vogelschutzgebiets. Wegen ihrer besonderen Naturausstattung bilden die beiden FFH-Gebiete den Kern eines Hotspots der biologischen Vielfalt. Das „Werratal mit Hohem Meißner und Kaufunger Wald“ ist eine von dreißig Hotspot-Regionen in Deutschland, die eine besonders hohe Dichte und Vielfalt charakteristischer Arten, Populationen und Lebensräume besitzen.
- Naturwaldreservat „Meißner“

Auf den steil-schroffen Lagen am nördlichen und östlichen Rand des Basaltplateaus haben sich Blockwälder erhalten, die wegen der Geländeausformung ihres Wuchsgebiets auf einer Höhe zwischen 570 und 745 m schon seit längerem wenig intensiv bewirtschaftet wurden. Seit 1988 wurde in diesem Bereich ein Naturwaldreservat ausgewiesen, das aus einem 43 Hektar großen prozessgeschützten Totalreservat, das sich selbst überlassen bleibt, besteht sowie aus zwei weiter naturnah bewirtschafteten Vergleichsflächen, zusammen ebenfalls mit einer Größe von 43 Hektar. Im Naturwaldreservat kommen verschiedene Buchenwaldgesellschaften und von Edellaubbäumen dominierte Mischwälder vor.
- Naturdenkmale

In der Landschaft des Vogelschutzgebiets galten die Gebiete um Wachtsteinwand mit dem Altarstein, Kalbe, Frau-Holle-Teich, Seesteine, Urselseewiese, Kitzkammer und Hausener Hute bereits seit 1921 durch Vereinbarungen mit der Forstverwaltung als geschützt und erhielten mit Inkrafttreten des Reichsnaturschutzgesetzes den Status eines flächenhaften Naturdenkmals.